# St. Margaret (Markt Schwaben)

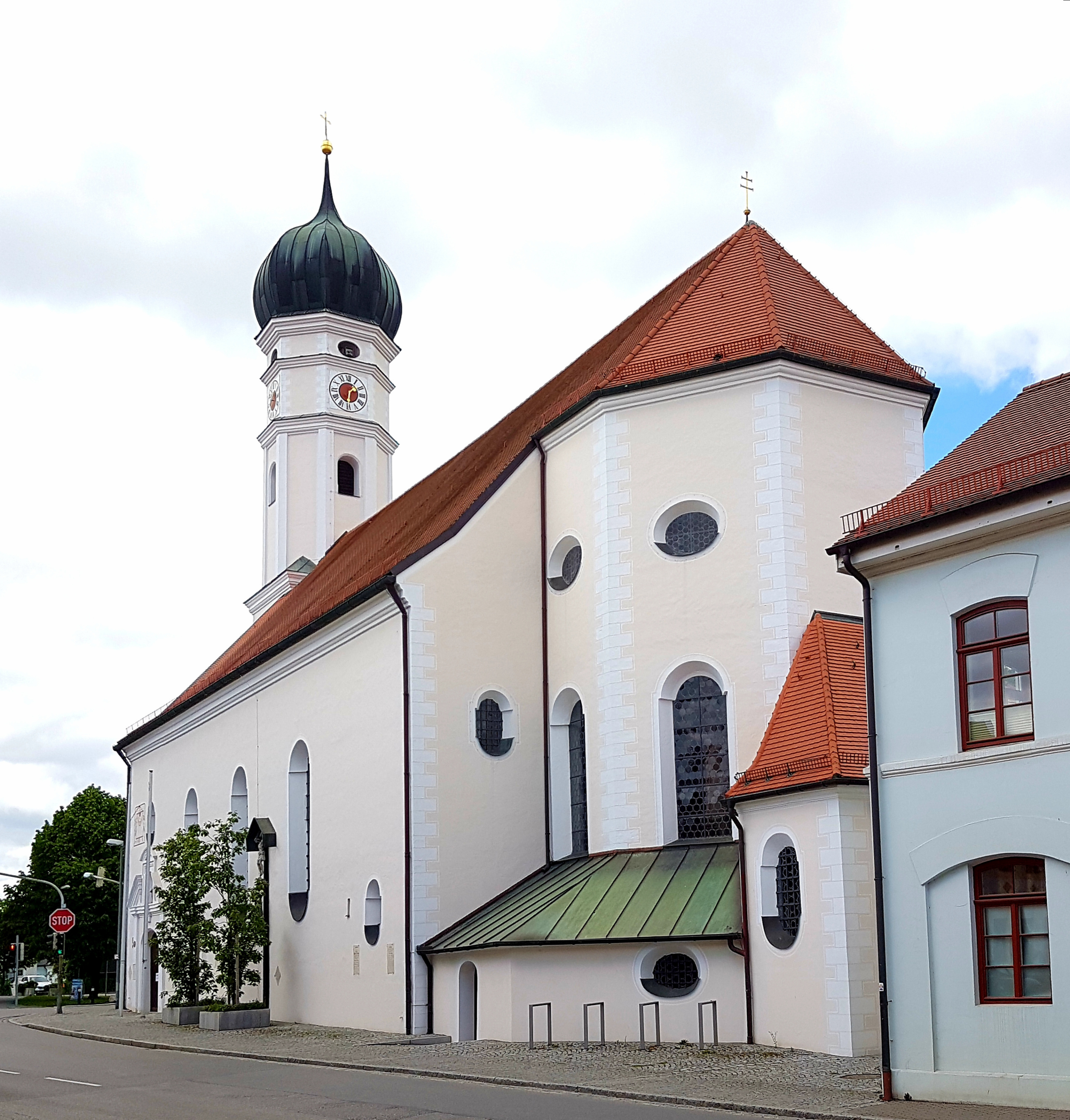
Pfarrkirche St. Margaret

St. Margaret ist die römisch-katholische Pfarrkirche des Marktes Markt Schwaben im bayerischen Landkreis Ebersberg. Das Patrozinium ist am 20. Juli.

## Baugeschichte
Im Jahre 1315 gab es in Schwaben eine aus Ziegeln gebaute romanische Kirche. 1474 wurde eine kleine gotische Kirche eingeweiht, welche sich nach Osten ausgerichtet an der Stelle des heutigen Maibaums befand. Sie war den beiden Aposteln Philippus und Jakobus den Jüngeren geweiht.
1671 wurde, 20 Meter südöstlich der vorigen, mit dem Bau der neuen Pfarrkirche begonnen, die der heiligen Margareta geweiht wurde. Als Baumeister wurde der berühmte Miesbacher Georg Zwerger verpflichtet. Die Wahl der heiligen Margareta, der Patronin der Gerichtsbarkeit, als Schutzheilige der Kirche, verwies auf das damals im Schloss Schwaben ansässige Landgericht. Der Bau der Kirche dauerte zehn Jahre. 1704 stiftete die Rosenkranzbruderschaft den Marienaltar. 1718 wurden der Jungfrauenaltar (mit den Heiligen Agathe, Barbara und Katharina), der Josefialtar und der Antoniusaltar geschaffen. Der Bierbrauer Trappentreu ließ 1723 den Hochaltar mit einem neuen Aufsatz und Tabernakel versehen und reich vergolden. 1862 wurde die Kirche renoviert, wobei das ursprüngliche Hochaltarbild gegen das heutige der Nazarenerschule ausgetauscht wurde und bis zum heutigen Tage unauffindbar geblieben ist. 1873 bekam die Kirche eine neue Orgel. 1975 erfolgte eine erneute, aufwändige Restaurierung, wobei die Kirche an der Südseite (Erdinger Straße) wegen der Erschütterungen des Autoverkehrs tief unterfangen werden musste. Ebenso wurde in dieser Zeit der Altarraum mit Volksaltar und Ambo umgestaltet. Mitte der 1990er Jahre drohte der Kirchturm vom Kirchenschiff abzureißen. 1999 wurde erfolgreich dem Holzwurm zu Leibe gerückt, 2003 die gesamte Elektronik auf den neuesten Stand gebracht und eine Funkuhr für die Turmuhr installiert. 2009/2010 wurden Reparaturen ausgeführt wie die Sanierung der Empore, des Kirchendachs mitsamt Deckengewölbe und Turm.

## Glocken

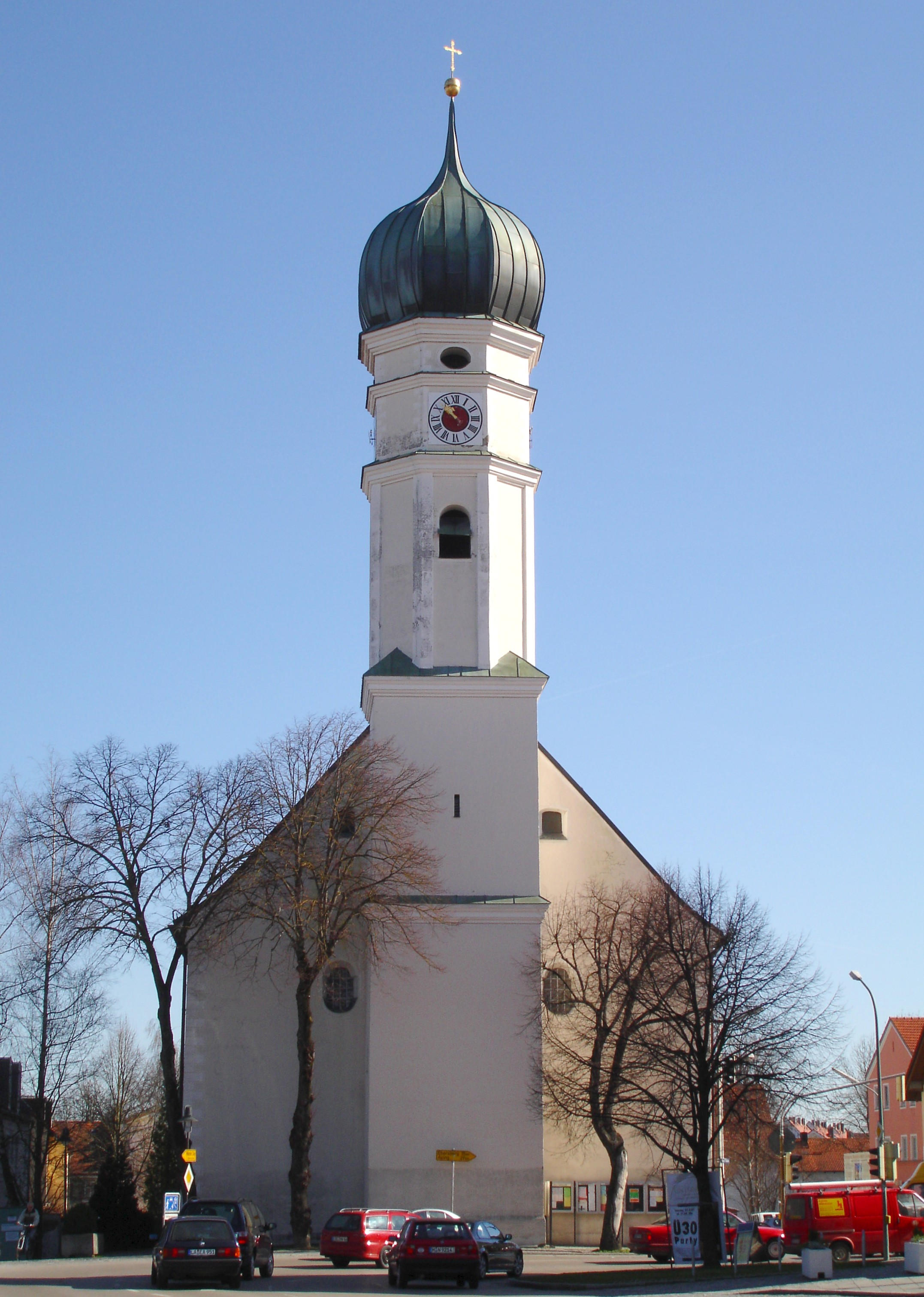
Ansicht von Westen

Das erste Geläute bestand aus drei neuen, nicht näher bekannten, 1684 von Paul Kopp in München gegossenen und einer aus der alten Kirche (1585) übernommenen Bronzeglocke (cis2). 1911 stiftete das Landwirtsehepaar Hundseder ein vierstimmiges Bronzegeläute, gegossen von der Glockengießerei in Erding als Salve-Regina-Motiv in der Schlagtonfolge d1 - fis1 - a1 - h1. Mit dem Grundton d1 war dies für damalige ländliche Verhältnisse und eine Einwohnerzahl von gerade einmal 1.800 ein stattliches Geläute, das in einem massiven Holzglockenstuhl an geraden Holzjochen aufgehängt war.
Während man im Ersten Weltkrieg die Glocken bewahren konnte, wurden sie 1942 im Zweiten Weltkrieg für den Waffenbau eingeschmolzen. Man opferte sogar die alte Zügenglocke (cis2) von 1585.
1948 erhielt die Pfarrkirche ein bis heute genutztes „Ersatzgeläute“ in gewohnter Tonfolge aus Gussstahl, gegossen vom Bochumer Verein, das an gekröpften Stahljochen in einem Stahlglockenstuhl aufgehängt ist. Der damalige Kirchenpfleger Barmbichler setzte sich laut Erzählungen vehement gegen ein Stahl- und für ein erneutes Bronzegeläute ein; ohne Erfolg. Das so genannte „Nachkriegsgeläute“ aus Stahl erwies sich schon seit den 1980er-Jahren durch Jochbrüche, ausgebrochene Schwengel, locker gewordene Glocken und die generelle Struktur des Nachkriegsstahls als kritisch und kostenintensiv, auch mit Blick auf die Statik und Belastbarkeit des Turms.

### Heutiges Geläut
Christusglocke des1 (Stundenschlag der Turmuhr) – St.-Maria-Glocke f1 (Viertelstundenschlag/Angelusglocke) – Margaretenglocke as1 – Friedensglocke b1
Die Gussstahlglocken erklingen je einen Halbton tiefer.
Die Läuteordnung ist wie folgt:
- Angelus: 07:00, 12:00, 18:00 Uhr, Glocke f1 (abends Nachläuten mit Glocke b1)
- Werktagsmessen, Maiandachten, Rosenkranz: Glocken f1+as1
- Requiem: Glocken des1+f1
- Sonntageinläuten: Samstag, 15:00 Uhr, Glocken des1+f1+as1
- Vorabendmesse/Familiengottesdienst: Samstag, Sonntag, Glocken f1+as1+b1
- Pfarramt Jahreskreis: Sonntag, 09:00 Uhr, Glocken des1+f1+as1
- Pfarramt Advent/Fastenzeit: Sonntag, 09:00 Uhr, Glocken des1+as1+b1
- Allerseelen/Volkstrauertag: Glocken des1+f1+b1
- Hochfeste/besondere Anlässe: Vollgeläute

## Kirchliche Einrichtungen

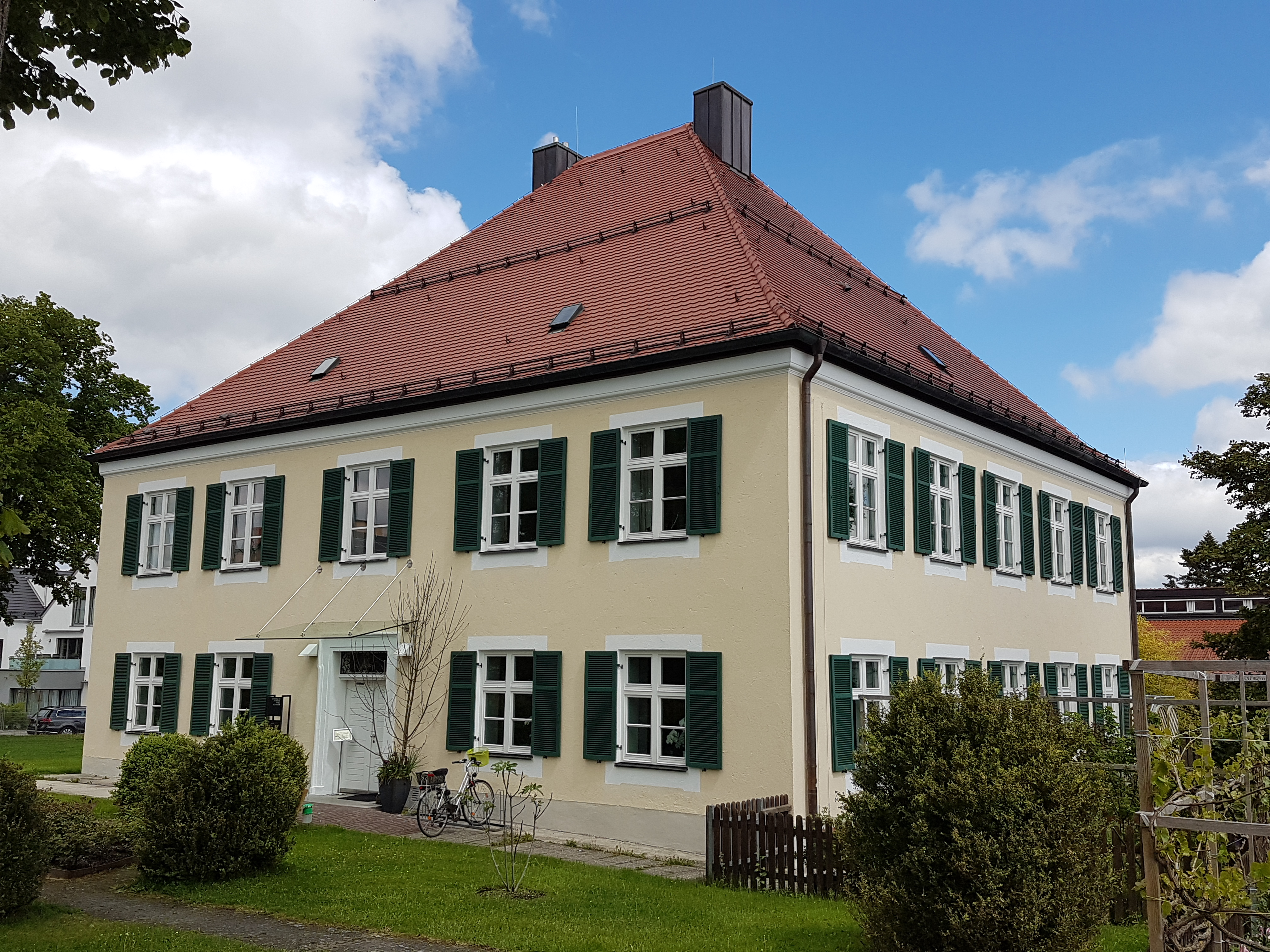
Pfarrhof

Der große Pfarrhof von St. Margaret weist einen quadratischen Grundriss auf. Er steht relativ frei inmitten des Pfarrgartens und wird entlang der Zinngießergasse (Postanschrift) vom katholischen Pfarrheim und dem Kindergarten St. Nikolaus eingerahmt. Die Pfarrei unterhält noch einen weiteren Kindergarten St. Elisabeth im Norden des Marktes.